# Villemandeur
Villemandeur település Franciaországban, Loiret megyében. Lakosainak száma 6931 fő (2022. január 1.). Villemandeur Châlette-sur-Loing, Amilly, Chevillon-sur-Huillard, Montargis, Mormant-sur-Vernisson, Pannes és Vimory községekkel határos.

## Népesség
A település népessége az elmúlt években az alábbi módon változott:
| Lakosok száma | 3077 | 4954 | 5131 | 6189 | 6813 | 6952 | 6815 | 6782 | 6835 | 6931 |
|               | 1968 | 1982 | 1990 | 2006 | 2013 | 2015 | 2017 | 2019 | 2020 | 2022 |